# ITF Waco
Das ITF Waco ist ein Tennisturnier des ITF Women’s Circuit, das in Waco, Vereinigte Staaten ausgetragen wird.

## Offizielle Namen der Turniere
- 2015: Bush's $50,000 Waco Showdown
- 2016: $50,000 Waco Showdown
- 2017: Waco Showdown $80K
- 2019: Oracle Pro Series
- 2022: W15 Waco

## Siegerliste

### Einzel
| Jahr                   | Siegerin                 | Finalgegnerin    | Ergebnis      |
| ---------------------- | ------------------------ | ---------------- | ------------- |
| ↓ Kategorie: $50.000 ↓ |                          |                  |               |
| 2015                   | Viktorija Golubic        | Nicole Gibbs     | 6:2, 6:1      |
| 2016                   | Beatriz Haddad Maia      | Grace Min        | 6:2, 3:6, 6:1 |
| ↓ Kategorie: $80.000 ↓ |                          |                  |               |
| 2017                   | Taylor Townsend          | Ajla Tomljanović | 6:3, 2:6, 6:2 |
| ↓ Kategorie: W25 ↓     |                          |                  |               |
| 2019                   | Fernanda Contreras Gómez | Leylah Fernandez | 6:3, 2:6, 6:1 |
| ↓ Kategorie: W15 ↓     |                          |                  |               |
| 2022                   | Martina Okáľová          | Victoria Hu      | 6:3, 6:2      |

### Doppel
| Jahr                   | Siegerinnen                           | Finalgegnerinnen                    | Ergebnis         |
| ---------------------- | ------------------------------------- | ----------------------------------- | ---------------- |
| ↓ Kategorie: $50.000 ↓ |                                       |                                     |                  |
| 2015                   | Nicole Gibbs Vania King               | Julia Glushko Rebecca Peterson      | 6:4, 6:4         |
| 2016                   | Michaëlla Krajicek Taylor Townsend    | Mihaela Buzărnescu Renata Zarazúa   | kampflos         |
| ↓ Kategorie: $80.000 ↓ |                                       |                                     |                  |
| 2017                   | Sofia Kenin Anastassija Komardina     | Jessica Pegula Taylor Townsend      | 7:5, 5:7, [11:9] |
| ↓ Kategorie: W25 ↓     |                                       |                                     |                  |
| 2019                   | Vladica Babić Anna Danilina           | Savannah Broadus Vanessa Ong        | 6:3, 6:2         |
| ↓ Kategorie: W15 ↓     |                                       |                                     |                  |
| 2022                   | Alicia Herrero Liñana Marija Kononowa | Melany Solange Krywoj Vanda Vargová | 4:6, 6:3, [10:7] |

## Quelle
- ITF-Homepage